# Ropki
Ropki is een dorp in de Poolse woiwodschap Klein-Polen. De plaats maakt deel uit van de gemeente Uście Gorlickie en telt 20 inwoners.